# Scourmont
Scourmont est un hameau belge situé en lisière du bois de la Thiérache, à 8 kilomètres au sud de Chimay (route de Rièzes), sur l’élévation de terrain qui sépare le départ des vallées de l’Oise et de la Wartoise. Administrativement, il fait partie de la ville de Chimay, dans la province de Hainaut (Région wallonne).

## Particularités
- Scourmont est surtout connu pour avoir donné son nom à l’abbaye Notre-Dame de Scourmont.
- La fameuse bière trappiste qui porte le nom de Chimay est en fait brassée à l’abbaye de Scourmont et mise en bouteille au zoning de Baileux.

L'abbaye Notre-Dame de la Trappe.
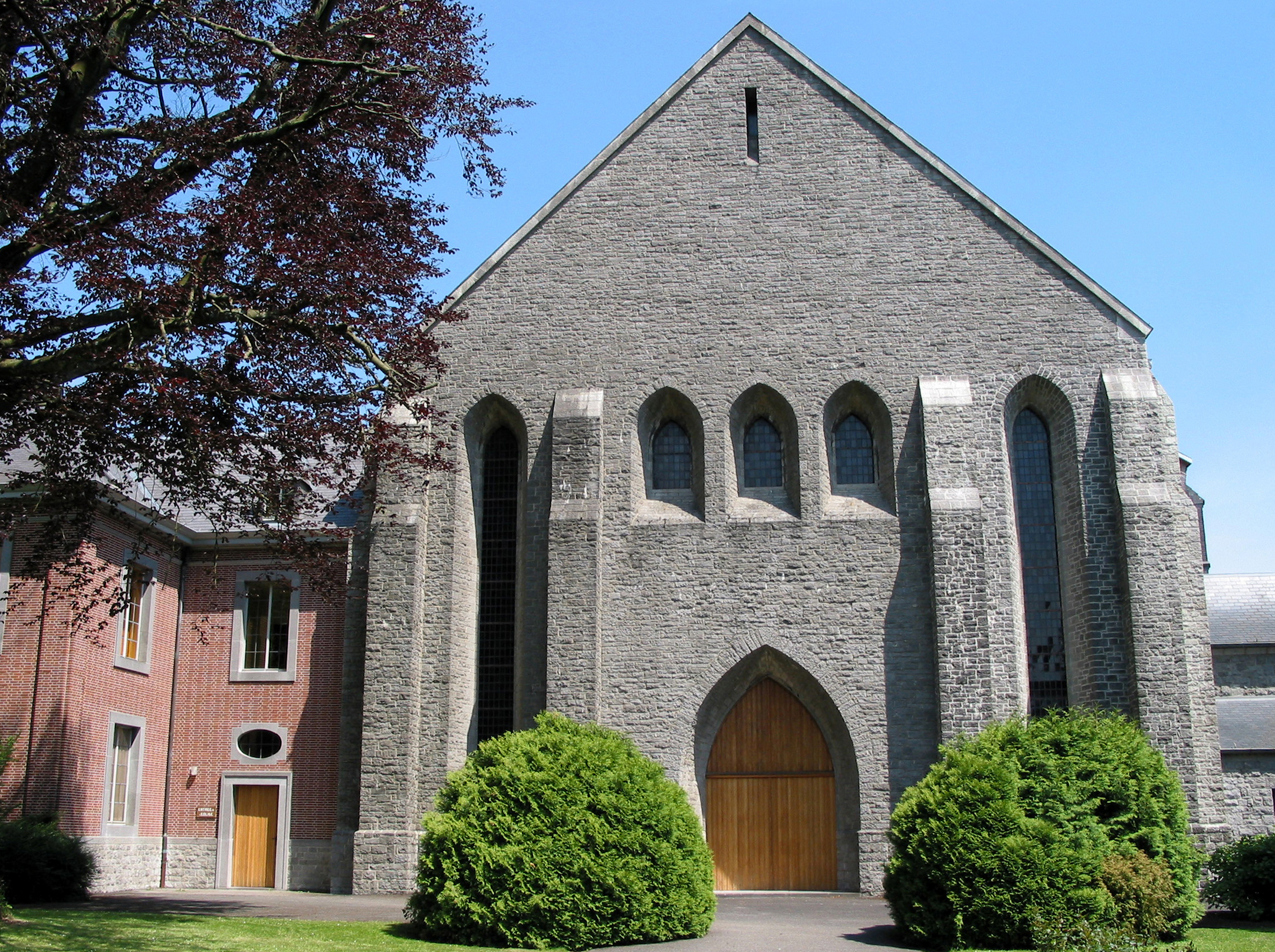
Entrée principale de l'église abbatiale de l'abbaye.
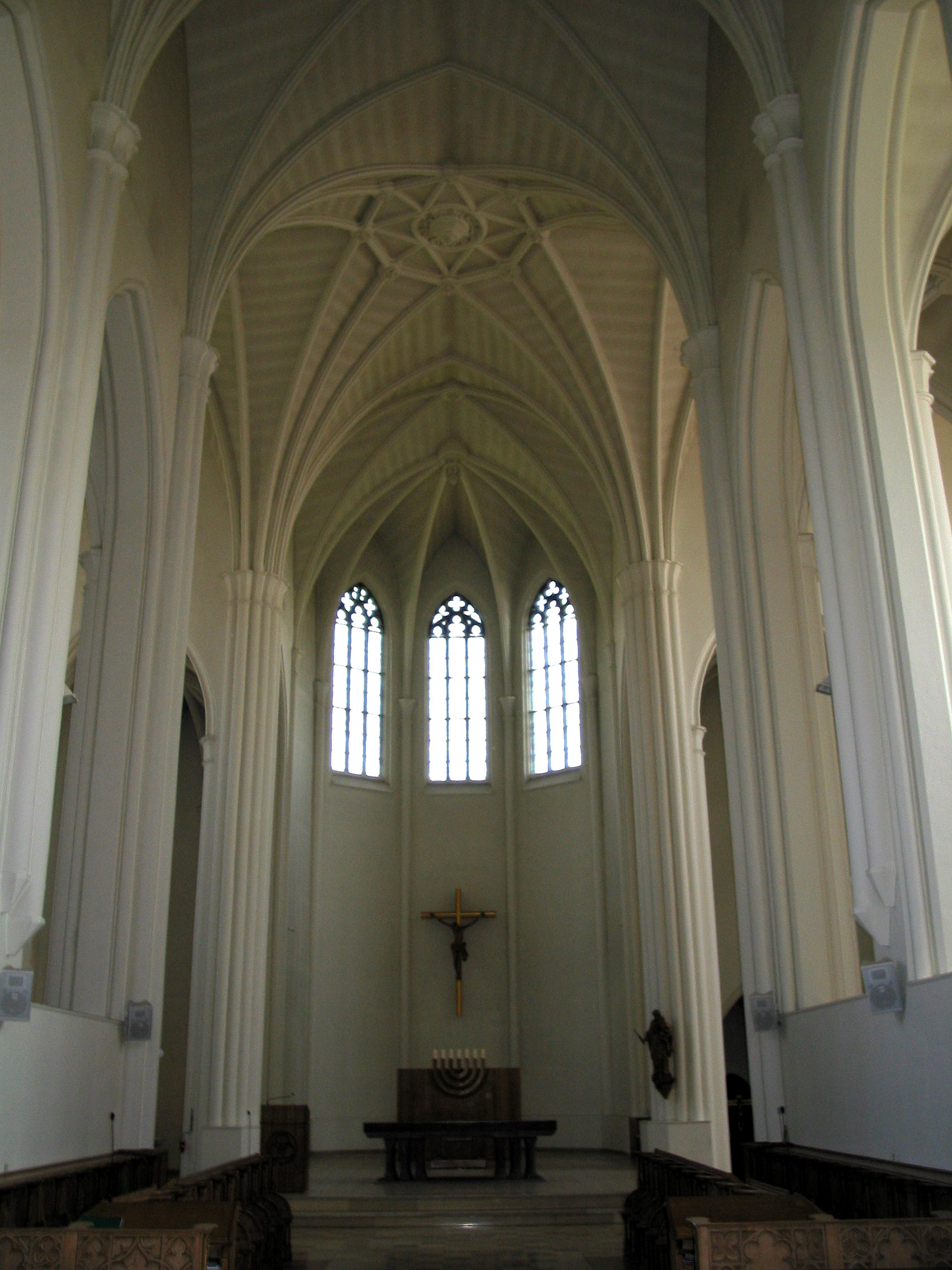
Chœur de l'abbatiale.
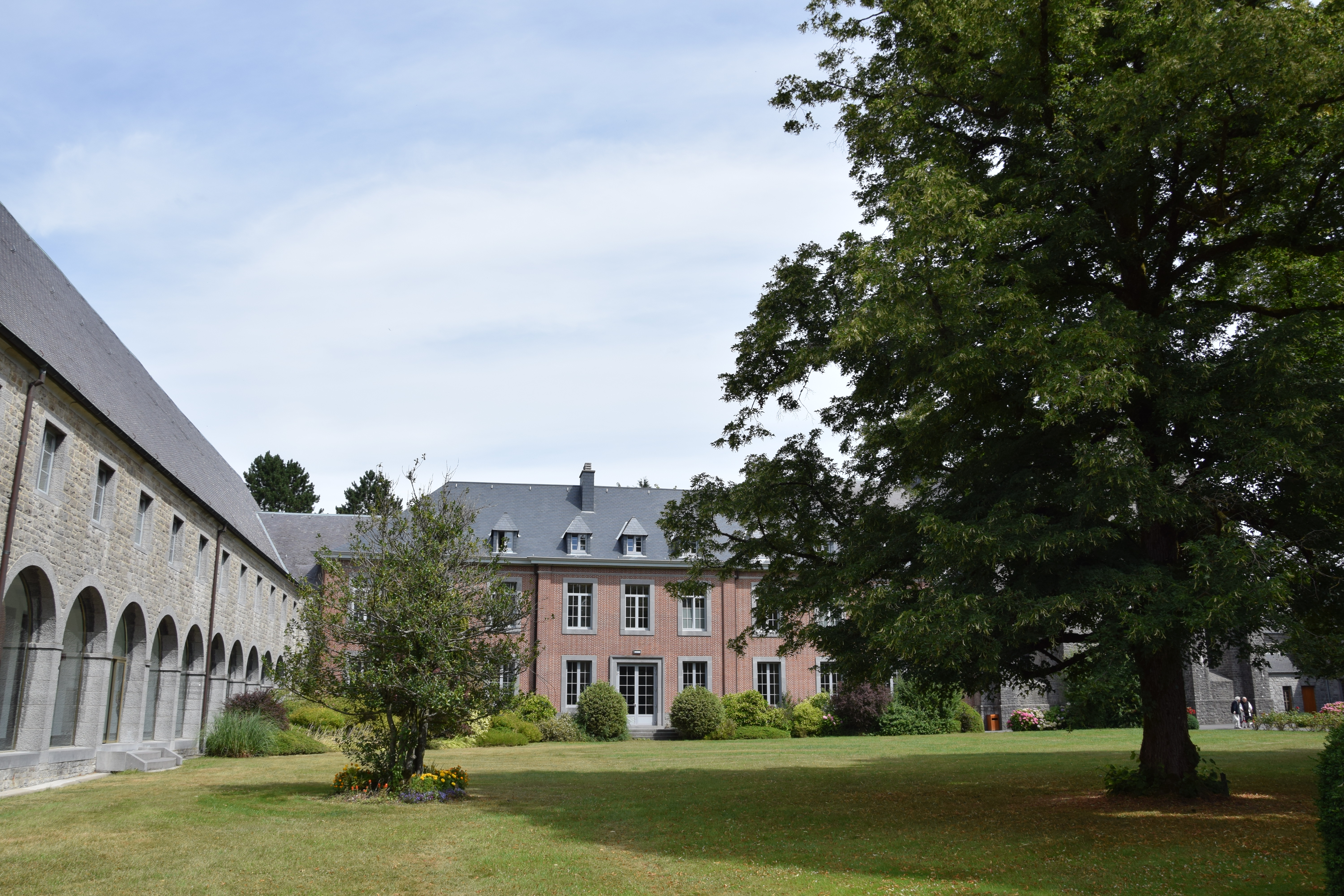
L'ensemble de l'abbaye.
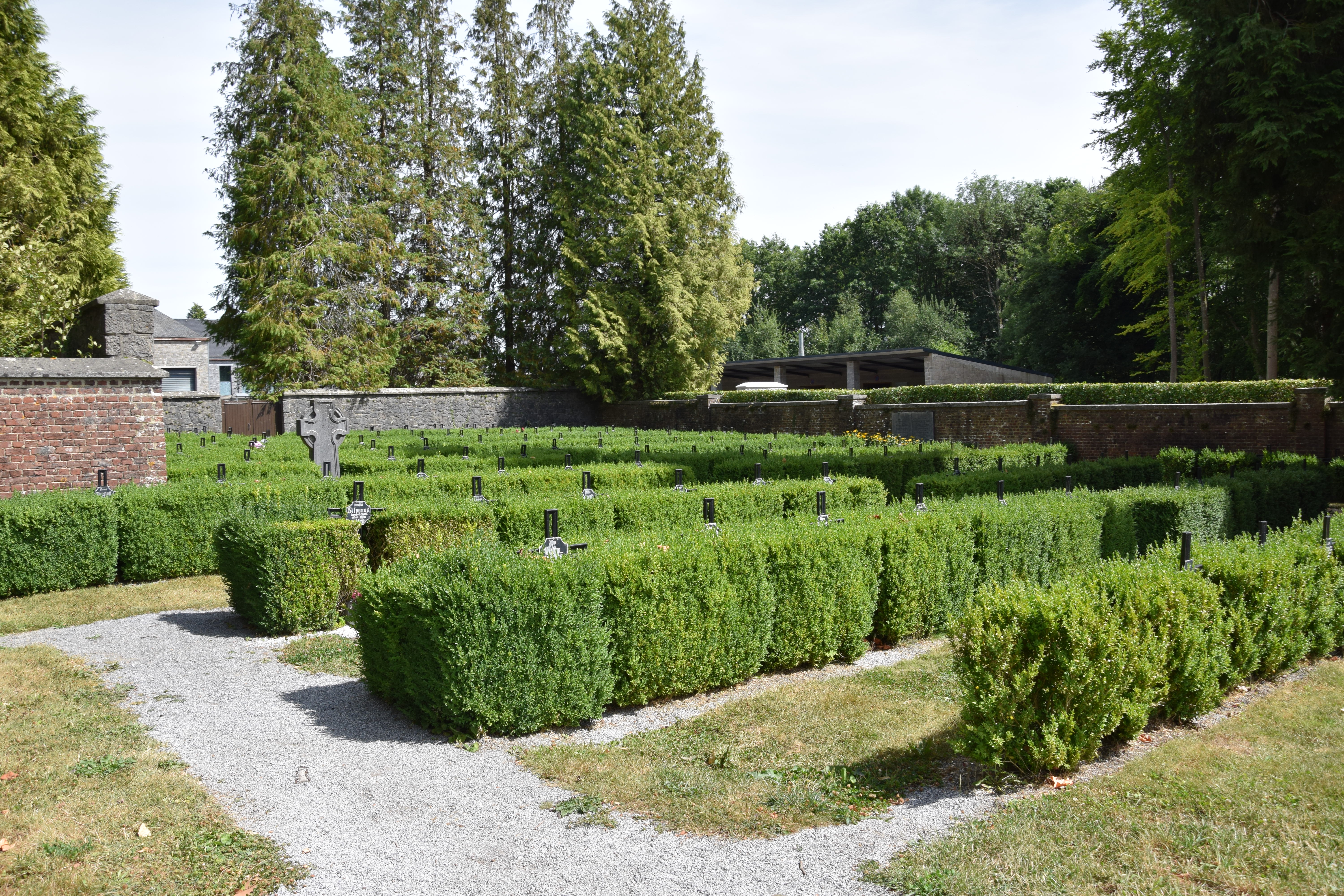
Les jardins.
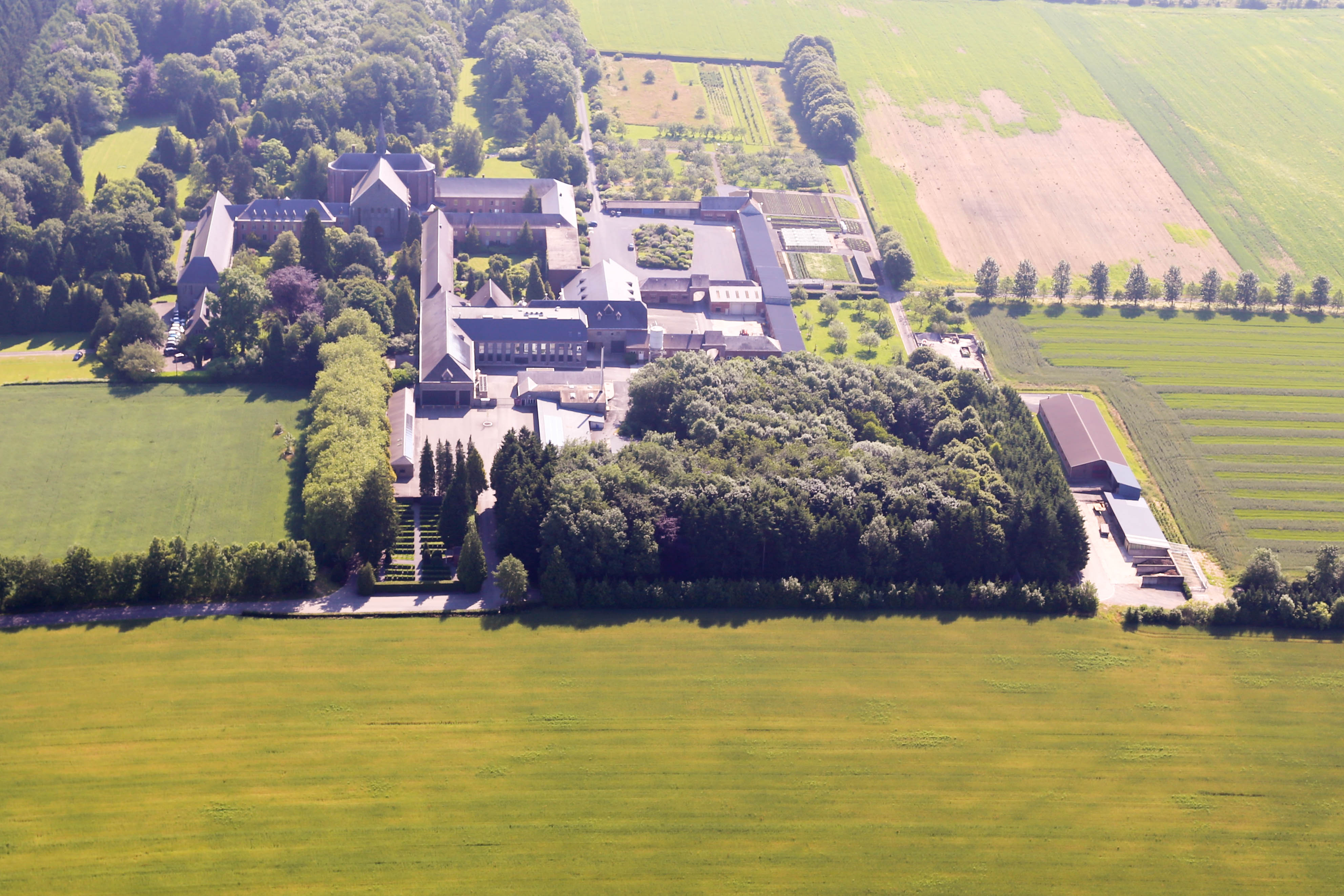
Vue aérienne.
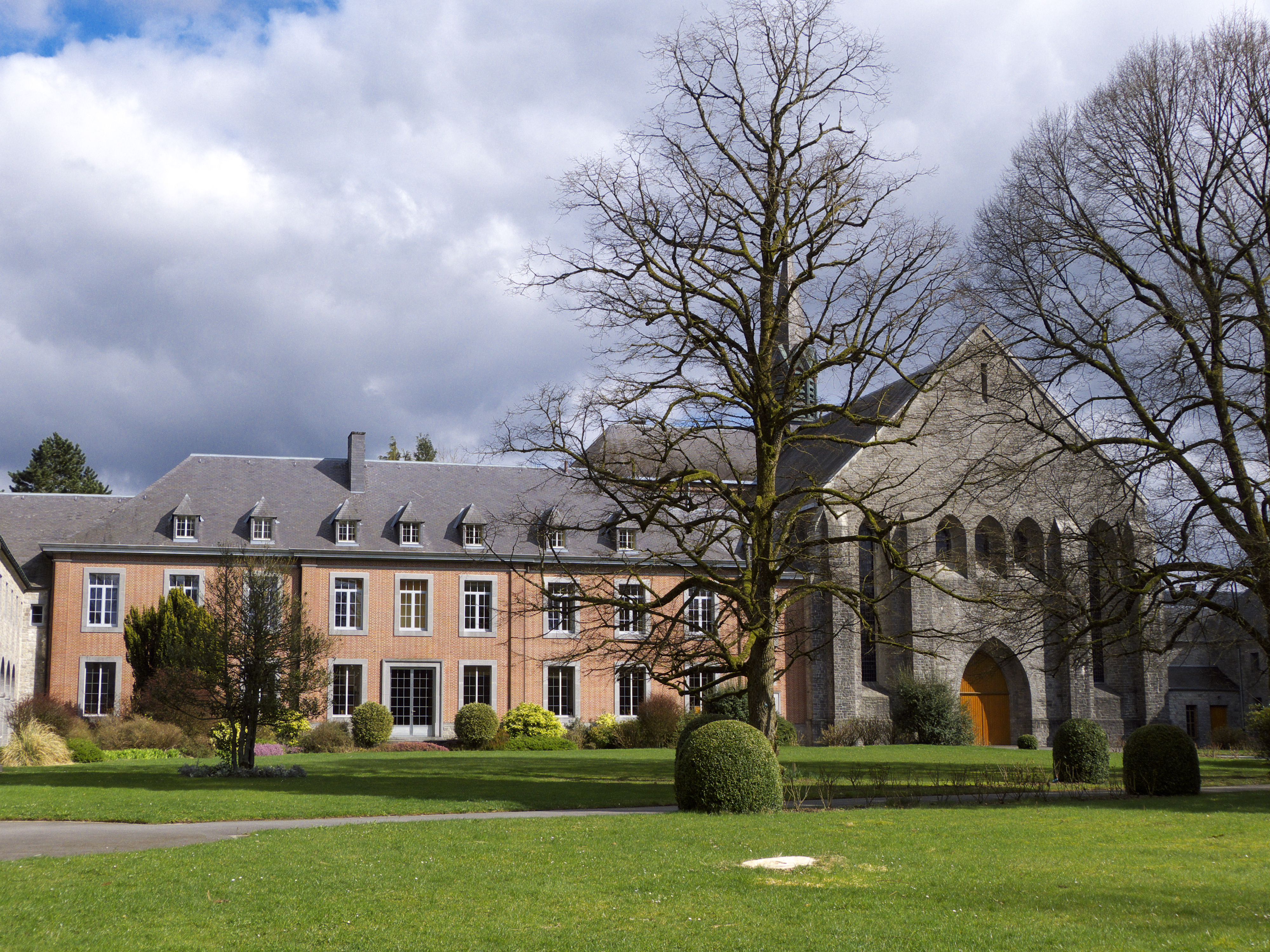
Vue d'ensemble.